# Aimeliik
Aimeliik, nu en dan Aimelik gespeld, is een van de zestien staten van Palau. De staat is gelegen op het Palause hoofdeiland Babeldaob en heeft een oppervlakte van 52 km², die bewoond wordt door 334 mensen (2015).
De hoofdplaats van Aimeliik is Mongami.

## Geografie
Naast Mongami liggen in Aimeliik ook de volgende kernen:
- Chelechui
- Imul
- Medorm
- Ngchemiangel
- Ngerkeai

Chelechui · Imul · Medorm · Mongami · Ngchemiangel · Ngerkeai
Aimeliik · Airai · Angaur · Hatohobei · Kayangel · Koror · Melekeok · Ngaraard · Ngarchelong · Ngardmau · Ngatpang · Ngchesar · Ngeremlengui · Ngiwal · Peleliu · Sonsorol